# Портленд (округ Додж, Вісконсин)
Портленд (англ. Portland) — місто (англ. town) в США, в окрузі Додж штату Вісконсин. Населення — 1091 особа (2020).

## Демографія
Згідно з переписом 2010 року, у місті мешкало 1079 осіб у 428 домогосподарствах у складі 329 родин. Було 470 помешкань
Расовий склад населення:
| - 95,0 % — білих - 1,2 % — чорних або афроамериканців - 0,5 % — азіатів - 0,2 % — корінних американців - 0,1 % — вихідців з тихоокеанських островів - 2,3 % — осіб інших рас |

До двох чи більше рас належало 0,7 %. Частка іспаномовних становила 4,7 % від усіх жителів.
За віковим діапазоном населення розподілялося таким чином: 21,7 % — особи молодші 18 років, 64,7 % — особи у віці 18—64 років, 13,6 % — особи у віці 65 років та старші. Медіана віку мешканця становила 44,4 року. На 100 осіб жіночої статі у місті припадало 115,8 чоловіків;  на 100 жінок у віці від 18 років та старших — 117,2 чоловіків також старших 18 років.
Середній дохід на одне домашнє господарство  становив 70 327 доларів США (медіана — 62 596), а середній дохід на одну сім'ю — 88 237 доларів (медіана — 82 404). Медіана доходів становила 41 964 долари для чоловіків та 40 357 доларів для жінок. За межею бідності перебувало 3,9 % осіб, у тому числі 1,9 % дітей у віці до 18 років та 6,8 % осіб у віці 65 років та старших.
Цивільне працевлаштоване населення становило 560 осіб. Основні галузі зайнятості: виробництво — 25,2 %, освіта, охорона здоров'я та соціальна допомога — 20,4 %, роздрібна торгівля — 12,9 %, будівництво — 8,9 %.